# Elektraglide
Elektraglide o Elektra Glide è un videogioco simulatore di guida pubblicato nel 1985 per Atari 8-bit e nel 1986 per Amstrad CPC e Commodore 64 dalla English Software. In America fu pubblicato dalla Mastertronic, che aggiunse una schermata introduttiva e il sottotitolo The First Fantasy Racing Epic (poco pertinente al gioco) nella schermata e in copertina.
Il titolo fa riferimento all'Electra Glide, uno storico modello di motocicletta Harley-Davidson, ma si pilota un veicolo futuristico non meglio identificato e non ci sono le caratteristiche di una simulazione motociclistica. Solo nell'edizione Mastertronic la confezione e l'introduzione fanno esplicito riferimento a un motociclista.

## Modalità di gioco
Elektraglide è un simulatore di guida con visuale tridimensionale in prima persona, su percorsi stradali lineari, con curve e con suolo piatto. Il controllo del mezzo consiste solo nelle quattro direzioni del joystick, per sterzare, accelerare e frenare.
Si inizia all'interno di una galleria, poco dopo si esce e il panorama è costituito solo dalla strada e dalle montagne di sfondo, con paesaggio piatto ai lati. Occasionalmente si passano insegne o alberi a bordo strada.
Ogni percorso giocabile è costituito da circa cinque sezioni, intervallate senza interruzioni da altre gallerie, e lo scopo del gioco è percorrere ogni sezione entro lo scadere del tempo. Se si riesce si riceve tempo supplementare per la sezione successiva, altrimenti è game over.
Non ci sono altri veicoli, ma sulla carreggiata si incontrano uno alla volta, come ostacoli, surreali oggetti geometrici tridimensionali: prismi rotanti sospesi in aria e sfere saltellanti. Se ci si scontra con gli ostacoli il mezzo si ferma immediatamente e non subisce danni, ma deve ripartire e pertanto perde tempo prezioso. Gli oggetti hanno un'ombra sulla verticale che aiuta a capirne la posizione. Le sfere possono essere evitate anche passandoci sotto, al momento opportuno.
Occasionalmente un velivolo supera il mezzo sfrecciando e scarica sulla strada una serie più fitta di "colonne elettrostatiche", ossia altri ostacoli da evitare.
Anche lo scontro con i bordi della strada rallenta il mezzo.
Verso la fine dei percorsi si incontrano bivi dove prendere strade alternative.
Sotto la visuale è presente un cruscotto futuristico dell'imprecisato mezzo del giocatore, che contiene indicatori della velocità, del tempo rimasto e del punteggio; quest'ultimo non è presente nel gioco originale per Atari 8-bit perché non c'è affatto un punteggio di gioco, aggiunto solo nelle conversioni. Altri elementi tecnologici del cruscotto, in parte animati, sono solo decorativi.
L'introduzione ha effetti grafici particolari per l'epoca, con immagini vettoriali delle parole "Elektra" e "Glide" che si trasformano l'una nell'altra. Il menù iniziale contiene soltanto due selezioni, anch'esse raffigurate con sagome che si trasformano.
Un'opzione è la scelta del percorso tra i tre disponibili: Gran Bretagna, USA e Australia. Dal punto di vista estetico i tre percorsi hanno gli stessi sfondi e differiscono solo per i colori e gli oggetti a bordo strada. Non vengono date indicazioni sulla difficoltà dei percorsi, il più facile potrebbe essere Gran Bretagna o Australia mentre il più difficile è USA.
L'altra selezione è tra tre tipi di sterzo del mezzo, da quello più duro e più preciso a quello più morbido.

## Sviluppo
Elektraglide fu sviluppato inizialmente per Atari 8-bit da Adam Billyard, che dovette realizzare effetti 3D non comuni per l'epoca e per il sistema. Insolitamente non utilizzò la veloce grafica a caratteri, ma la risoluzione bitmap 160x96 pixel. L'obiettivo era animare velocemente oggetti grandi (la strada) con la limitata potenza del sistema. Billyard usò i Display List Interrupt (DLI) dell'ANTIC ogni due linee di scansione per avere un controllo fine. La strada curva e si sposta sullo schermo facendo scorrere in orizzontale ogni linea di scansione nella display list dell'ANTIC. I DLI permettono anche il fluire dei colori alternati sui bordi della strada.
Gli oggetti che si incontrano sulla strada vennero disegnati grandi da Billyard e ricampionati a varie dimensioni inferiori con un programma da lui scritto, per avere una sequenza fluida di immagini da mostrare per simulare l'oggetto in avvicinamento.
La conversione per Amstrad CPC (sviluppata dalla DJL Software) richiese un tempo particolarmente lungo. L'originale sfruttava le capacità specifiche dei circuiti video dell'Atari e del Commodore 64, nonché la relativa velocità del loro processore MOS 6502, cose che non erano disponibili sull'Amstrad, ma alla fine si riuscì ugualmente a ottenere un buon risultato tecnico.
Una versione prevista per ZX Spectrum non uscì mai.

## Accoglienza
Elektraglide ottenne giudizi molto variabili dalla critica in tutte le versioni. L'originale per Atari 8-bit fu considerato un capolavoro dalla rivista Computer Gamer e ottimo anche da Computer and Video Games. Tilt invece diede giudizi moderati e Aktueller Software Markt, pur apprezzando molto la fluida grafica 3D, ritenne il gioco pessimo come interesse e giocabilità.
La conversione per Commodore 64 fu un gioco molto anticipato sulla stampa, ma non fu all'altezza delle aspettative e non offuscò ad esempio Pitstop II che all'epoca era il punto di riferimento dei simulatori di guida sul C64. Anche qui si andò da giudizi buoni a medi e a negativi nel caso di Zzap! (38%), che criticava la monotonia e la carenza di elementi nel gioco.
Su Amstrad CPC ci fu ancora grande apprezzamento da Computer Gamer (90%), ma Amstrad Action dava un giudizio medio per via dello sterzo poco reattivo. Tilt stavolta lo ritenne mediocre in quanto ormai sorpassato e diverse altre riviste furono più o meno negative.
Elektraglide per Atari ebbe un buon successo commerciale in Europa, vendendo tra le 40 e le 50 000 copie, cifra notevole per l'epoca.